# Listrac-Médoc
Listrac-Médoc is een gemeente in het Franse departement Gironde (regio Nouvelle-Aquitaine). De plaats maakt deel uit van het arrondissement Lesparre-Médoc. Listrac-Médoc telde op 1 januari 2022 2.801 inwoners.

## Geografie
De oppervlakte van Listrac-Médoc bedroeg op 1 januari 2022 61,9 vierkante kilometer; de bevolkingsdichtheid was toen 45,3 inwoners per km².

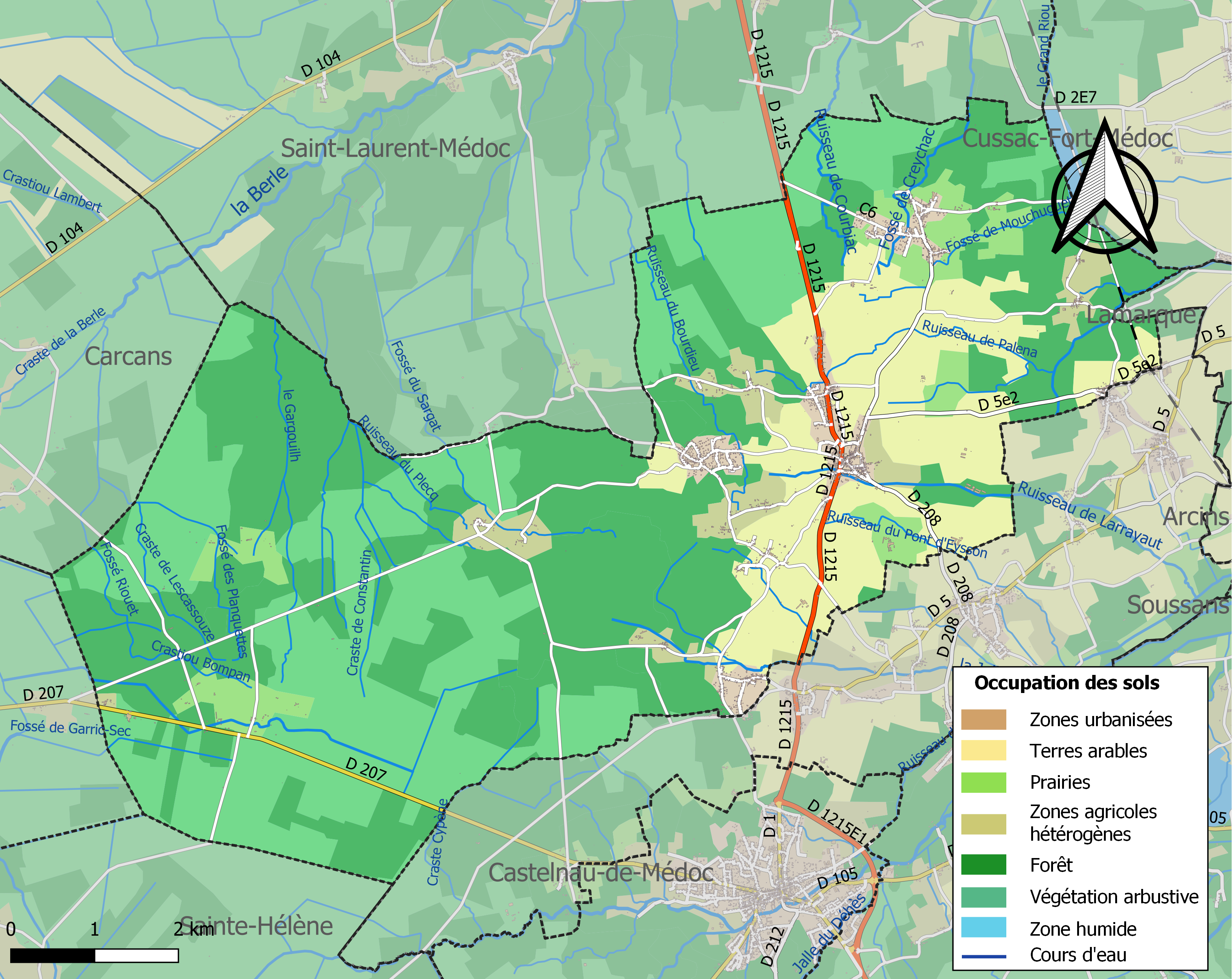
Kaart van de gemeente met belangrijkste infrastructuur, bodemgebruik en omliggende gemeenten

## Demografie
Onderstaande figuur toont het verloop van het inwonertal (bron: INSEE-tellingen).